# Partido Republicano Conservador
El Partido Republicano Conservador (PRC) fue un partido político español que existió durante el período de la Segunda República. Fue fundado en enero de 1932 por Miguel Maura tras la ruptura de la Derecha Liberal Republicana, desapareciendo al inicio de la guerra civil española.

## Historia
Miguel Maura trató de liderar lo que consideraba la esencia de lo que había sido la Derecha Liberal Republicana, a saber, la incorporación al republicanismo español de las masas conservadoras e incorporar un modelo de derecha no vinculada a la Iglesia católica y, por lo tanto, aconfesional y de corte occidental. La creación supuso una auténtica convulsión entre sectores afines, como la mayoría de los periódicos moderados, extendiéndose por toda España con gran cantidad de comités locales y bajo la brillantez de Maura como parlamentario en las Cortes republicanas.
En agosto de 1933 el partido celebró su primera asamblea nacional en el Teatro María Guerrero de Madrid, convirtiéndose Dionisio Cano López en el secretario general de la formación. Cano López propició el crecimiento del PRC en la provincia de Huelva, si bien acabaría insuflando a la organización provincial un carácter personalista y derechista al punto de acabar separándose esta del PRC.
Maura lideró la oposición al Gobierno de Manuel Azaña, pero en las elecciones de 1933, sus resultados resultaron inferiores a los cosechados por la Derecha Liberal Republicana en las elecciones de 1931, llegando apenas a los 17 diputados. El voto de la derecha sociólogica acudió a votar a la Confederación Española de Derechas Autónomas (CEDA), de condición corporativista y católica.
Su condición personalista en torno a la figura de Maura, y el ascenso de la CEDA, llevaron al PRC a situarse al límite de su capacidad de representación política en 1935, presentando escasas candidaturas a las elecciones de 1936, en las que apenas obtuvieron 3 escaños. La última acción política del PRC tuvo lugar en las elecciones a compromisarios para elegir al presidente de la República, que tuvieron lugar en abril de 1936 y en las que el PRC, junto con la Lliga Catalana, fue el único partido relevante no perteneciente al Frente Popular que no boicoteó las elecciones. Los compromisarios y diputados republicanos conservadores apoyaron la elección de Manuel Azaña. Sin embargo, el PRC desapareció por completo tras el estallido de la Guerra Civil.